# Thesan

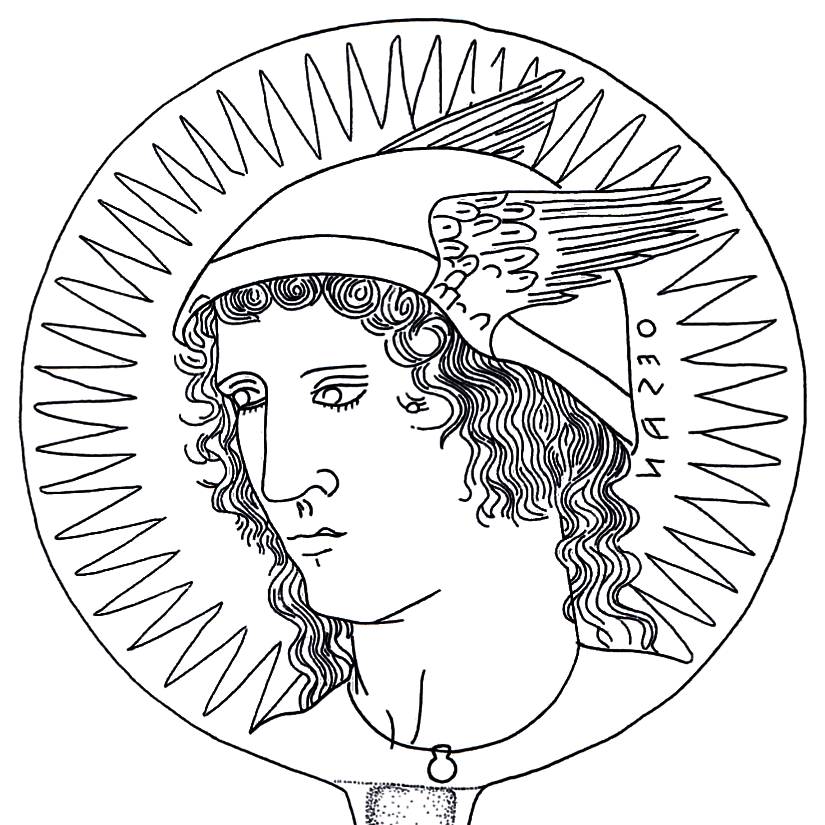
Thesan auf einem Bronzespiegel aus dem 4. Jahrhundert v. Chr.

Thesan ist die etruskische Göttin der Morgenröte. Sie entspricht der römischen Aurora und der griechischen Eos. Ihr Name hat in der etruskischen Sprache zugleich die Bedeutung „Sonnenaufgang“ und „Morgen“.

## Herkunft
Thesan ist wie auch Tinia und Turan ein genuin etruskischer Name im Gegensatz zu anderen wie Uni (Juno), Menrva (Minerva) und Nethuns (Neptun), die von den Etruskern aus dem altitalischen oder römischen Kult übernommen worden waren. Thesan scheint daher eine ursprünglich etruskische Gottheit gewesen zu sein, die die Etrusker erst später mit dem Mythos der griechischen Eos in Verbindung brachten.

## Repräsentanz und Aspekte

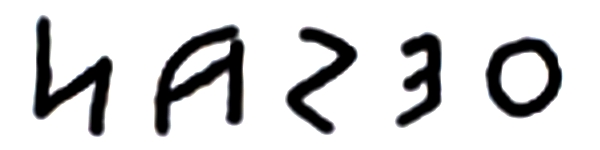
Inschrift THESAN in etruskischen Buchstaben von rechts nach links geschrieben

Thesan wurde im Gegensatz zur griechischen Eos und zur römischen Aurora kultisch angebetet und verehrt. Im Ritualkalender des Liber Linteus empfing sie zusammen mit dem Sonnengott Usil Opfergaben. Besonders in Caere und seinem Hafen Pyrgi wurde ihr große Verehrung entgegengebracht. Im Heiligtum von Pyrgi wurde dazu passend eine einzigartige Reihe von Terrakotta-Antefixen mit dem Tagesanbruch als Thema ausgegraben. Auf einem Antefix ist vermutlich Thesan mit dem Morgen- und Abendstern abgebildet. In Pyrgi ist der Name der Göttin auch auf einer fragmentarischen Inschrift aus Bronze erhalten. Die Inschrift dokumentiert die Widmung eines Bildes von Thesan im Heiligtum der Uni, der höchsten Göttin der Etrusker.

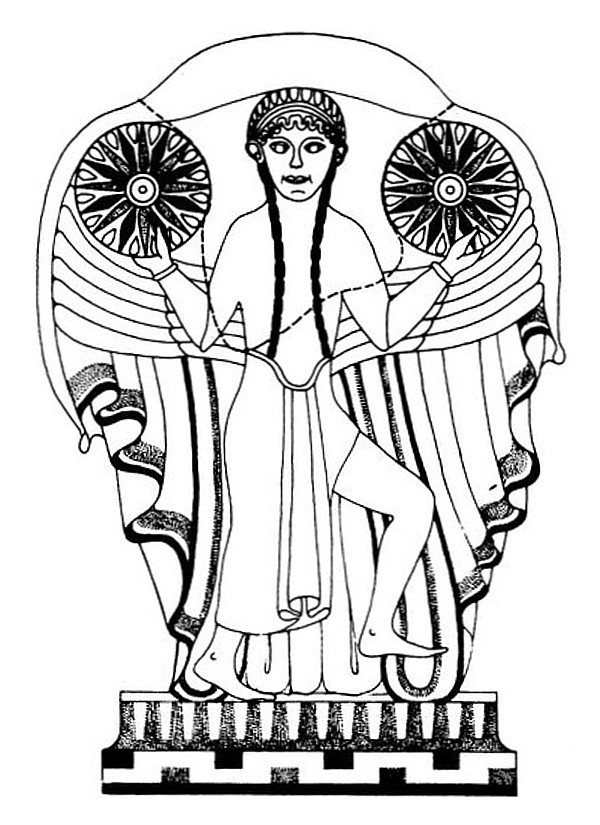
Thesan (?) mit Morgen- und Abendstern auf einem Antefix

Thesan ist auch auf einigen etruskischen Bronzespiegeln abgebildet. Auf einem Spiegel aus dem 4. Jahrhundert v. Chr. ist ein Kopfbild von ihr dargestellt, das die ganze Spiegelrückseite ausfüllt. Sie trägt eine geflügelte Kappe und eine Halskette mit einem Amulett. Ihr Kopf ist umgeben von einer strahlenförmigen Aurole. Auf einem weiteren Spiegel aus dem 4. Jahrhundert v. Chr. sieht man sie zusammen mit dem Sonnengott Usil, den ein Nimbus umgibt, und dem Wassergott Nethuns. Vermutlich wird hier der etruskische Mythos des Sonnenaufgangs dargestellt. Auf beiden Spiegeln kann sie aufgrund der Inschrift THESAN in etruskischen Buchstaben eindeutig identifiziert werden.
Thesan ist mit ziemlicher Sicherheit auch die Gottheit, die in der oberen Zone zahlreicher Spiegel zusammen mit vier Pferdeköpfen abgebildet ist. Der Bronzespiegel von Tuscania, auf dem eine Leberschau bei Sonnenaufgang zu sehen ist, und der Bronzespiegel von Bloomington mit dem Urteil des Paris zeigen sie allem Anschein nach zusammen mit den vier Pferden ihrer Quadriga. Offenbar wird dadurch der Beginn eines bestimmten Tages angedeutet, an dem ein besonderes Ereignis stattfand oder stattfinden sollte. Daher könnte das Erscheinen Thesans auf einen Festtag im Kalender hinweisen, der einer bestimmten Gottheit oder einem Ritual gewidmet ist.
Wie die griechische Eos ist auch Thesan eine Liebesbeziehung eingegangen. Zusammen mit ihrem Liebhaber Tinthun (Tithonos) hatte sie einen Sohn mit Namen Memrun oder auch Memnun (Memnon). Dieser unterlag im Trojanischen Krieg dem Achilleus im Zweikampf. Ein Spiegel aus dem 5. Jahrhundert v. Chr. zeigt eine geflügelte Gottheit mit einem jungen Krieger auf dem Arm. Die herabhängenden Arme des Kriegers und sein am Boden liegender Helm lassen vermuten, dass hier wie im griechischen Mythos Thesan ihren toten Sohn vom Schlachtfeld trägt. Auf einem anderen Spiegel aus dem 5. Jahrhundert v. Chr. mit Inschriften rettet Thesan dagegen ihren Sohn Memnun vor dem heranrückenden Achle, der dem griechischen Achilleus entspricht. Die Etrusker adaptierten nämlich nicht nur griechische Mythen, sondern wandelten sie auch ab und interpretierten sie neu.

## Bronzespiegel mit Thesan

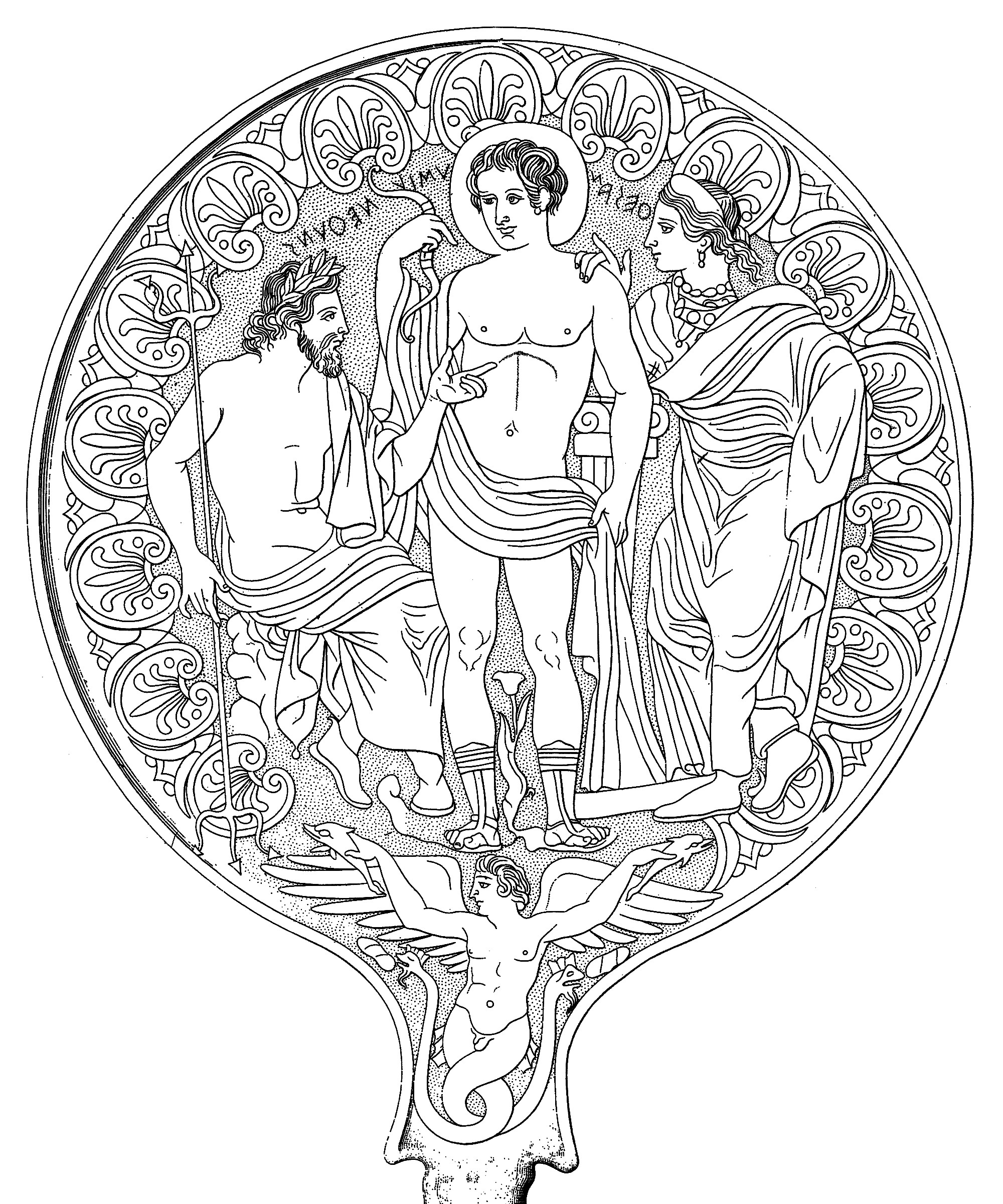
Thesan mit dem Sonnengott Usil und dem Wassergott Nethuns (350 v. Chr.)
Thesan mit den Pferden ihrer Quadriga über dem Urteil des Paris (4. Jahrhundert v. Chr.)
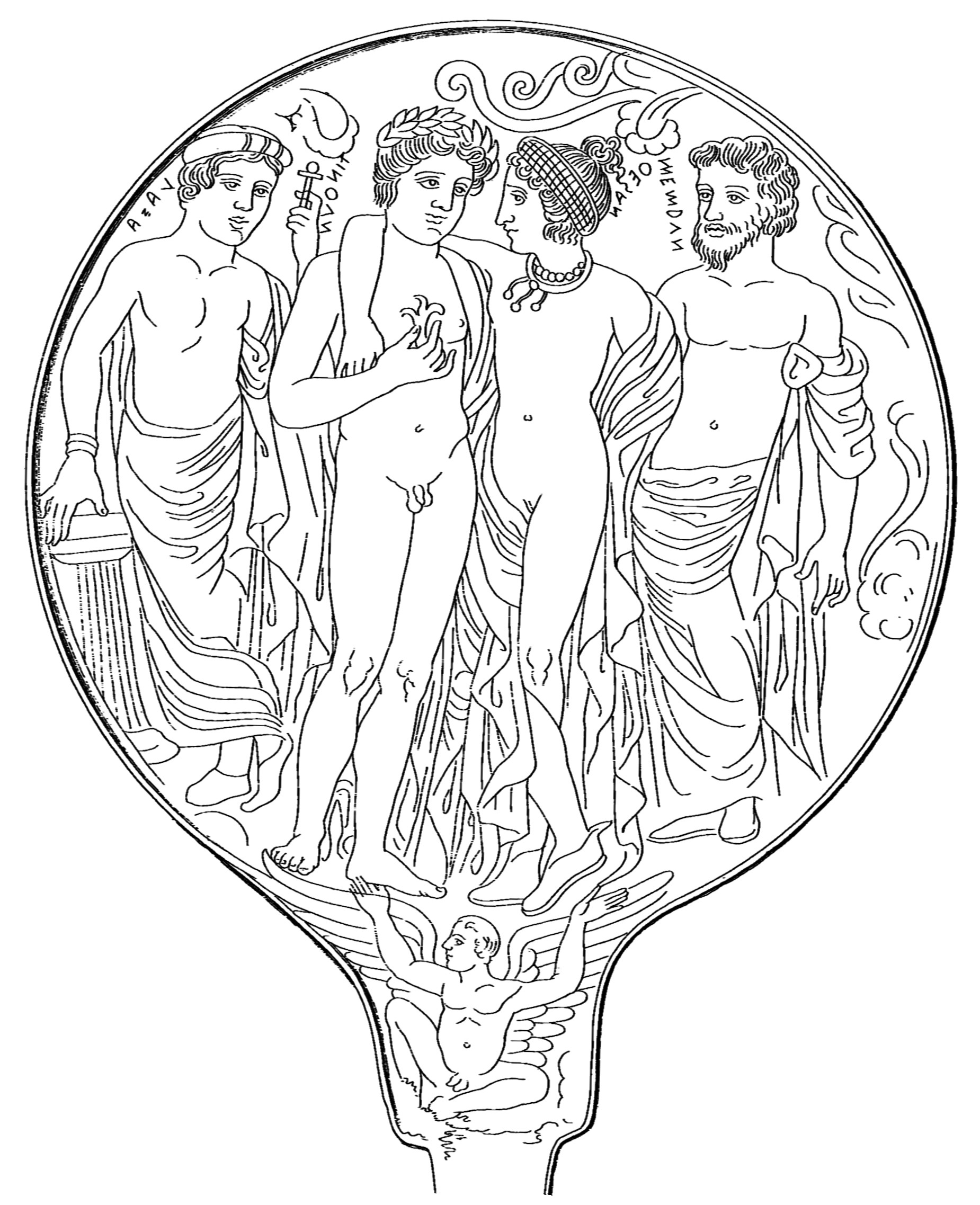
Thesan mit Tinthun, ihrem Sohn Memrun und Lasa (4. Jahrhundert v. Chr.)
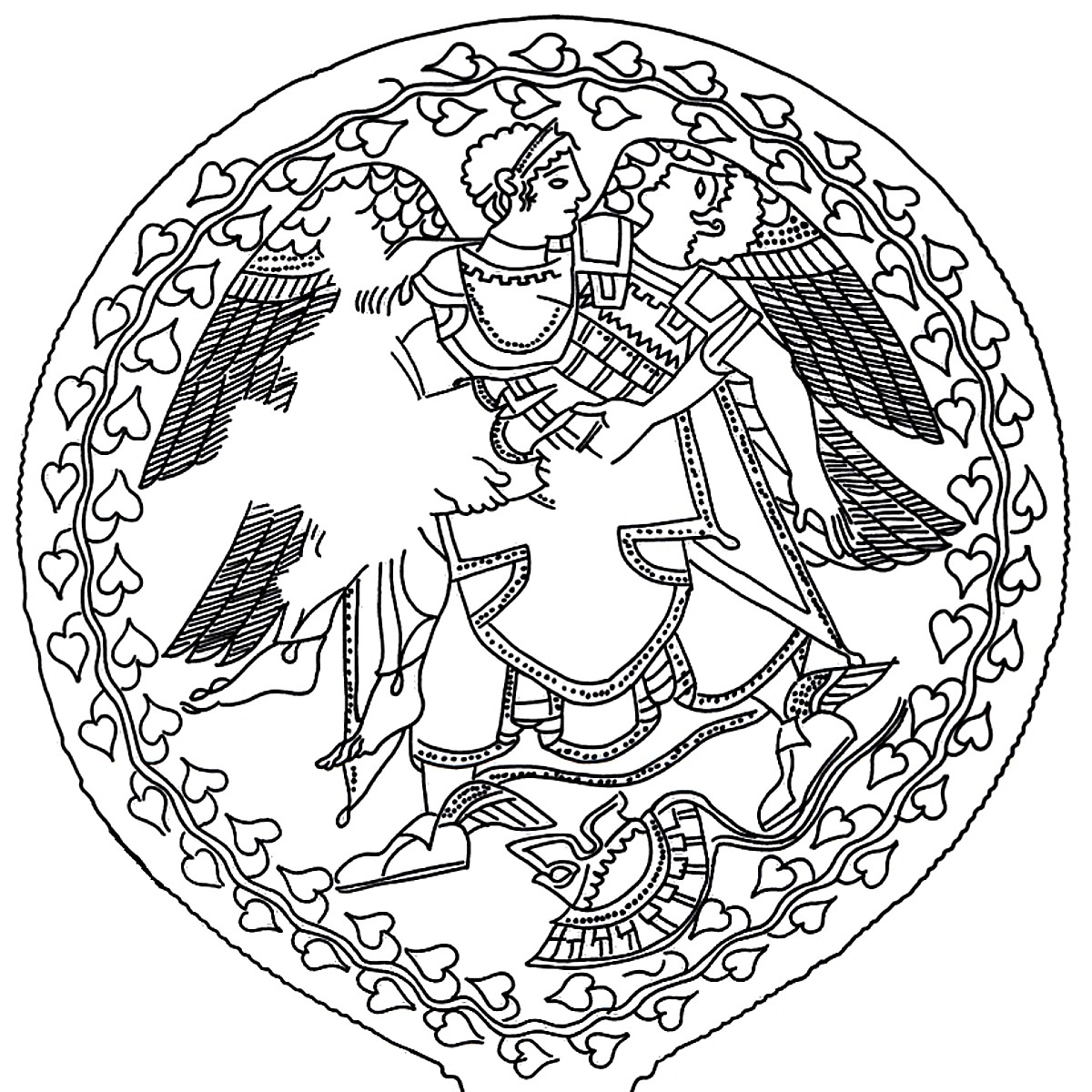
Thesan trägt ihren toten Sohn vom Schlachtfeld (470–460 v. Chr.)